# Macrocyclops ater
Macrocyclops ater är en kräftdjursart som först beskrevs av Herrick 1882.  Macrocyclops ater ingår i släktet Macrocyclops och familjen Cyclopidae. Inga underarter finns listade i Catalogue of Life.